# Achryson meridionale
Achryson meridionale är en skalbaggsart som beskrevs av Martins 1976. Achryson meridionale ingår i släktet Achryson och familjen långhorningar. Inga underarter finns listade i Catalogue of Life.